# Silly (Belgia)
Silly (nld. Opzullik, wa. Ch'li) – miejscowość i gmina w Belgii, w Regionie Walońskim, w prowincji Hainaut, w okręgu Ath. Według Dyrekcji Generalnej Instytucji i Ludności, 1 stycznia 2024 roku gmina liczyła 8475 mieszkańców.

## Podział administracyjny
W skład gminy wchodzi siedem dzielnic (section):
- Bassilly (Zullik)
- Fouleng
- Gondregnies (Gondreghem)
- Graty
- Hellebecq (Hellebeek)
- Hoves (Hove)
- Thoricourt

## Współpraca
Miejscowości partnerskie:
- San Miniato, Włochy
- Sannerville, Francja
- Troarn, Francja